# Abronia mitchelli
Abronia mitchelli (абронія Мітчелла) — вид веретільницеподібних ящірок родини веретільницевих (Anguidae). Ендемік Мексики.

## Поширення і екологія
Абронії Мітчелла відомі за типовим зразком, зібраним на горі Серро-Перон в горах Сьєрра-Хуарес в штаті Оахака, на висоті 1750 м над рівнем моря. Вони живуть в гірських хмарних лісах. Ведуть деревний спосіб життя.